# Cinchona pubescens
Cinchona pubescens là một loài thực vật có hoa trong họ Thiến thảo. Loài này được Vahl mô tả khoa học đầu tiên năm 1790.

## Hình ảnh

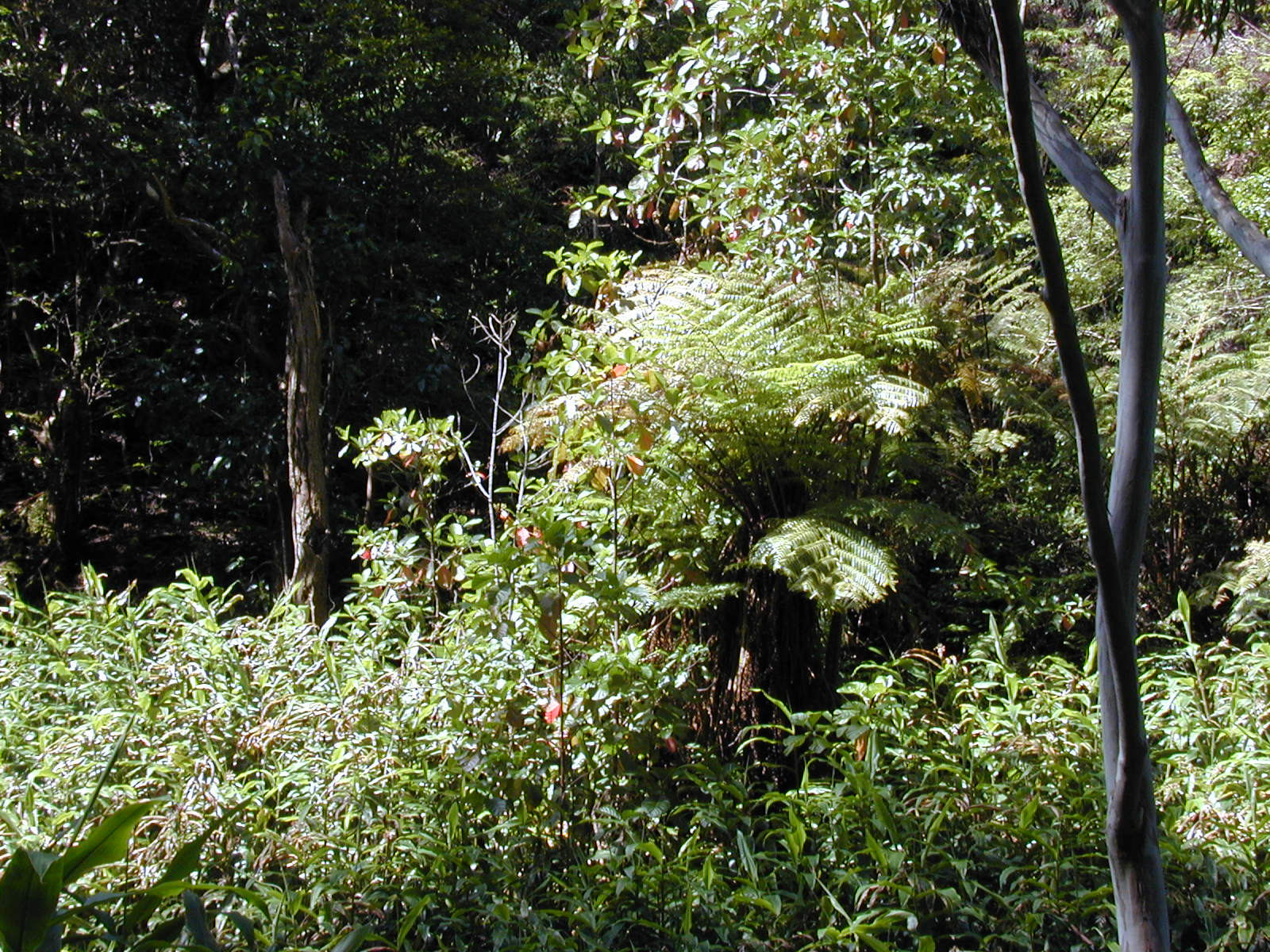
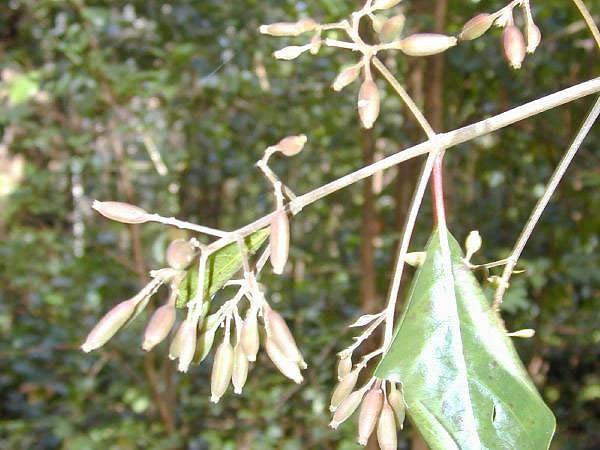
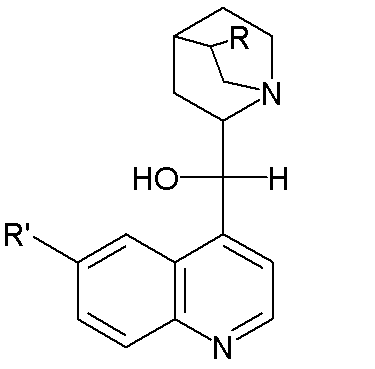